# لوكاس مارتن
لوكاس مارتن (22 فبراير 1968 الولايات المتحدة الولايات المتحدة - ) هو لاعب كرة قدم أمريكي يلعب كمهاجم.